# RetroGames

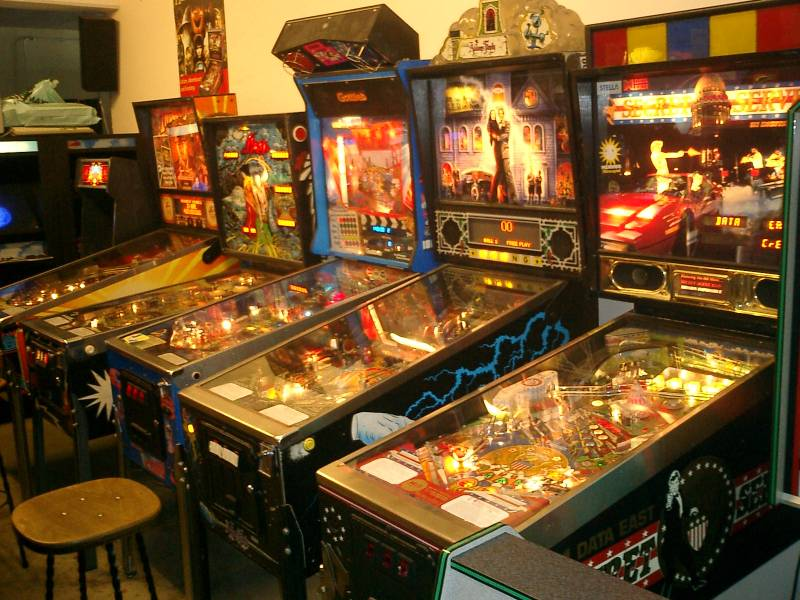
Flippersammlung RetroGames e.V.

RetroGames ist ein Museum mit ständiger Ausstellung betriebsbereiter klassischer Arcade-Automaten, Spielkonsolen und Flipper in Karlsruhe, das vom gleichnamigen Verein RetroGames e. V. betrieben wird. Es ist damit Teil der Retrogaming-Bewegung. Nach eigenen Angaben ist der Verein Deutschlands erster eingetragener Verein zur Erhaltung und Pflege der Videospielkultur.

## Geschichte
Der Verein wurde am 15. Juni 2002 in Karlsruhe (seit 2019 Deutschlands erste UNESCO Creative City of Media Arts) gegründet, nachdem die Gründungsmitglieder mit der Tatsache unzufrieden waren, dass die Entwicklungsgeschichte der Videospielkultur seit den 1950er Jahren bis zum heutigen Tage kaum bekannt ist und dass sowohl in Deutschland wie auch weltweit, abgesehen von privaten Sammlern, kaum etwas zur Erhaltung und Rettung klassischer Videospielgeräte getan wird, und teilweise nur noch wenig gut erhaltene und funktionsfähige Geräte als „Zeugen“ dieser Zeitgeschichte existieren. RetroGames e. V. hat es sich daher zur Aufgabe gemacht, alte Unterhaltungsgeräte vor der Verschrottung zu retten, originalgetreu zu restaurieren und im vereinseigenen, interaktiven Museum für die Nachwelt zu erhalten und erlebbar zu machen.
Bereits kurze Zeit nach Gründung des Vereines bekam RetroGames mehrere klassische Videospiele gespendet, so dass bereits im Juli 2002 die erste Ausstellung eröffnet und bis zum heutigen Zeitpunkt immer weiter ausgebaut werden konnte. Durch regelmäßige öffentliche Veranstaltungen soll die Kultur der Videospiele gefördert und deren historischen Anfänge vor dem Vergessen bewahrt werden.
Durch die Unterstützung von in Karlsruhe ansässigen Spielhallen und von privaten Sammlern konnte und kann RetroGames seine Sammlung ständig erweitern und besitzt inzwischen rund 200 originale Videospielautomaten, Konsolen und Flipper, die teils noch zu restaurieren sind, darunter Klassiker wie beispielsweise Pac-Man, aber auch seltene Exemplare wie zwei voll funktionstüchtige Poly-Play-Automaten oder einen Hercules-Flipper (das größte kommerzielle Flipper-Modell). Im Rahmen von Kooperationen stellt der Verein auch anderen Museen Exponate zur Verfügung.
Nach der Eröffnung der Ausstellung im Jahr 2002 wurde der Platz in den temporären Räumlichkeiten schnell knapp, so dass das Museum und der Verein bereits im darauffolgenden Jahr in neue Räumlichkeiten im Karlsruher Kulturhaus GoTec umzog. Seit 2022 ist das Museum des RetroGames e.V. im neu gegründeten Kunst- und Kulturzentrum "Die Kulturdose" in der Schauenburgstraße im Karlsruher Stadtteil Bulach untergebracht.
Heute ist RetroGames deutschlandweit bekannt, wird regelmäßig sowohl in der lokalen Presse als auch in Fachzeitschriften erwähnt und wirkt bei Fernsehproduktionen mit.

## Ausstellung
Die Ausstellung von RetroGames umfasst momentan über 100 originale Videospielautomaten, verschiedene Flipper sowie einen Querschnitt durch über 50 Jahre Videospielgeschichte. Die Sammlung wird ständig erweitert und restaurierte Geräte mit erläuternden Hintergrundinformationen im Wechsel ausgestellt. Ergänzt wird das Angebot durch klassische Videospielkonsolen und Homecomputer, diverse Print-, Musik- und Filmmaterialien sowie kuratierte Sonderausstellungen, die sich verschiedenen Aspekten der Videospielgeschichte widmen.
Der RetroGames e.V. hat sich zum Ziel gesetzt die Videospielgeschichte als Teil der Technikgeschichte erlebbar zu machen, weshalb die im Museum präsentierten, interaktiven Exponate spielbereit restauriert sind und von den Besuchern ausprobiert werden können.